# Comuna Stepok, Tarașcea
Stepok (în ucraineană Степок) este o comună în raionul Tarașcea, regiunea Kiev, Ucraina, formată din satele Bovkun și Stepok (reședința).

## Demografie
Componența lingvistică a comunei Stepok
     Ucraineană (98,33%)
     Rusă (1,21%)
Conform recensământului din 2001, majoritatea populației comunei Stepok era vorbitoare de ucraineană (98,33%), existând în minoritate și vorbitori de rusă (1,21%).